# امبل‌آباد بفانجابا
امبل‌آباد بفانجابا (به لاتین: Ambalabe Befanjava) یک سکونتگاه مسکونی در ماداگاسکار است که در بوئنی واقع شده‌است.

## خصوصیات
امبل‌آباد بفانجابا ۴٬۰۰۰ نفر جمعیت دارد و ۳۲ متر بالاتر از سطح دریا واقع شده‌است.